# Słowjanśke (rejon rozdzielniański)
Słowjanśke (ukr. Слов'янське, ros. Славянское, Sławianskoje) – wieś na Ukrainie, w Autonomicznej Republice Krymu (de iure stanowiącej integralną część państwa ukraińskiego, w 2014 anektowanej przez Rosję i odtąd funkcjonującej jako Republika Krymu), w rejonie rozdzielniańskim. W 2001 liczyła 1331 mieszkańców, wśród których 456 wskazało jako ojczysty język ukraiński, 681 rosyjski, 170 krymskotatarski, 2 mołdawski, 8 białoruski, 3 ormiański, 1 polski, 1 niemiecki, a 9 inny. Według spisu ludności przeprowadzonego przez okupacyjne władze rosyjskie populacja wsi w 2014 wynosiła 1194 osoby.